# 광림초등학교
광림초등학교는 대한민국 광주광역시 서구에 있는 초등학교다.

## 학교 연혁
- 2004. 11. 08. 광림초등학교 설립 인가
- 2006. 10. 01. 광림초등학교 개교(6학급)
- 2008. 10. 01. 시지정 환경교육 연구학교 운영 보고
- 2009. 12. 15. 시지정 U-러닝 선도학교 운영 보고
- 2011. 03. 01. 시지정 영어체험실 연구학교 2차년도 운영
- 2013. 03. 01. 제4대 나유숙 교장 취임
- 2013. 03. 01. 환경체험프로그램 시범학교 운영
- 2014. 02. 10. 광주광역시 탄소은행제실천 우수학교 수상
- 2014. 03. 01. 학교교육력제고 중점학교 운영
- 2014. 03. 01. 언어문화개선선도학교 운영
- 2014. 12. 18. 광주광역시 탄소은행제실천 최우수학교 수상
- 2015. 02. 13. 제9회 졸업식 144명(누계 1174명)
- 2015. 03. 02  33학급(특수학급1 포함) 편성